# Casinaria elegantula
Casinaria elegantula là một loài tò vò trong họ Ichneumonidae.